# Принцип максимізації потужності
Принцип максимізації потужності:  системи з потужною  енергетикою витісняють системи з більш низькою енергетичною «потужністю». Ймовірно, слід додати «як правило», адже іноді низькоенергетичні системи мають переваги у силу меншого впливу на середовище і кращої відповідності настільки ж низькому енергетичному потенціалу цього середовища. Мабуть, слід більш точно враховувати закон оптимальності. Наприклад, багато примітивних і низькоенергетичних видів живого у відносно стабільному середовищі залишаються незмінними і цілком конкурентоспроможними протягом мільйонів років, хоча навколо існують так чи інакше конкуруючі більш, здавалося б, енергетично досконалі і більш високо організовані види.

## Ресурси Інтернету
- Теоремы экологии [Архівовано 20 липня 2014 у Wayback Machine.]